# Rovtarske Žibrše
Rovtarske Žibrše – wieś w Słowenii, w gminie Logatec. W 2018 roku liczyła 247 mieszkańców.